# Ураган (фильм, 1916)
«Ураган» (1916) — немой художественный фильм Бориса Сушкевича, «реалистическая драма из жизни провинциальных чиновников». Премьера фильма состоялась 24 августа 1916 года. Фильм не сохранился.

## Отзывы
- В. Вишневский назвал фильм «одной из лучших картин с участием Ольги Гзовской».[1]
- Журнал «Проектор» (1916, № 17, стр. 13) посвятил фильму рецензию[2]:

Картина отличается крупными достоинствами. Раньше всего - прекрасным сценарием, легко и без всяких натяжек развивающим действие, без излюбленных и набивших оскомину «эффектов»; игре артистов дан широкий простор, их поступки диктуются внутренней психологической правдой, а не капризом режиссёра (чтобы вышло кинематографически), все положения пьесы вполне жизненны и правдоподобны и развиваются в строго логической последовательности, благодаря чему на шесть частей приходится очень мало надписей.

В таком благодарном сценарии талантливая игра Гзовской нашла для себя богатый материал. Лишнее, конечно, говорить, что артистка сумела вдохнуть жизнь и красоту в положения кинопьесы, создав образ большой художественной ценности. Остальные исполнители дают хороший ансамбль. Постановка корректная. Менее удовлетворительна техническая часть: фотография и печать.